# William Bruce (architecte)
Pour les articles homonymes, voir William Bruce et Bruce.
Sir William Bruce (circa 1630 – 1er janvier 1710), 1er baronnet, est un gentleman et architecte écossais, « le fondateur de fait de l'architecture classique en Écosse »  selon l'historien britannique de l'architecture Howard Colvin (en). Comme personnage clé dans l'introduction du palladianisme en Écosse, il a été comparé aux pionniers anglais de l'architecture Inigo Jones et Christopher Wren, et à ses contemporains, qui introduisirent le style français dans l'architecture domestique anglaise Hugh May et Sir Roger Pratt.
Bruce est un marchand à Rotterdam durant les années 1650 et joue un rôle dans la restauration de Charles II en 1659. Il transporte des messages entre le roi exilé et le  général Monck, et sa loyauté au roi est récompensée par de lucratives charges officielles, dont celle de surveillant général des travaux royaux en Écosse, dans les faits, « architecte du roi ». Parmi ses clients réguliers (patrons) se trouve John Maitland, l'homme le plus puissant en Écosse à cette époque et sa femme Elizabeth Maitland. Bruce s'élève alors dans la société écossaise, devenant membre du Parlement et siégeant brièvement au Conseil privé d'Écosse.
En dépit de son manque de compétence technique, Bruce devient l'architecte le plus important de son temps en Écosse. Il travaille avec des maçons et des bâtisseurs compétents, à qui il transmet un vocabulaire classique ; ainsi son influence dépasse de loin les cercles aristocratiques. Au début des années 1660, il remodèle nombre de demeures de campagne dont le Thirlestane Castle pour le duc de Lauderdale et Hopetoun House. Parmi son travail le plus significatif figure sa propre demeure de style palladien à Kinross, construite sur la propriété du loch Leven qu'il a achetée en 1675. En tant qu'architecte du roi, il supervise la reconstruction du palais royal de Holyrood dans les années 1670, qui donne au palais son apparence actuelle. Après la mort de Charles II, Bruce perd les faveurs politiques dont il jouit et plus tard, à la suite de l'accession au trône de Guillaume III et de Marie II, il est même emprisonné plus d'une fois, suspecté d'être jacobite. Cependant, il réussit à continuer son travail architectural, fournissant souvent ses services à ses sympathies jacobites.

## Galerie

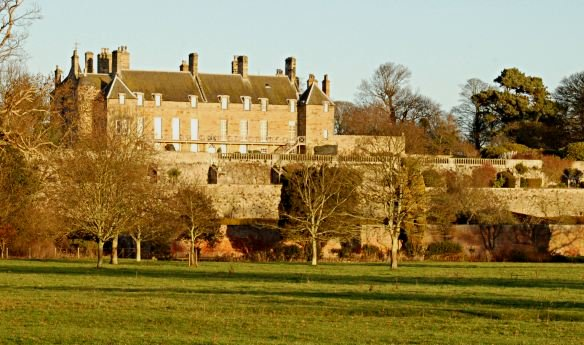
façade sud de Balcaskie, montrant la façade presque symétrique et les terrasses italiennes.
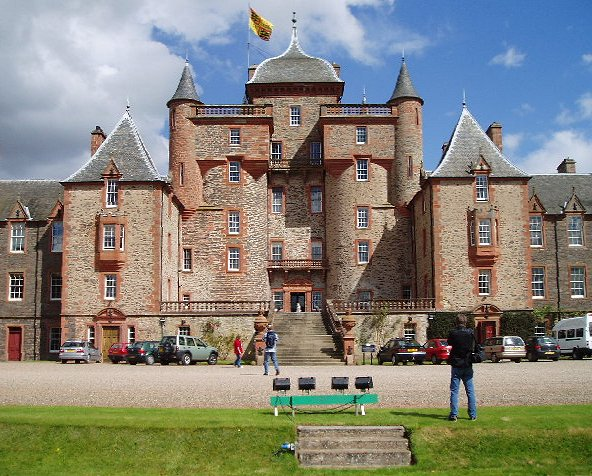
Façade du Thirlestane Castle largement remodelée par Bruce.
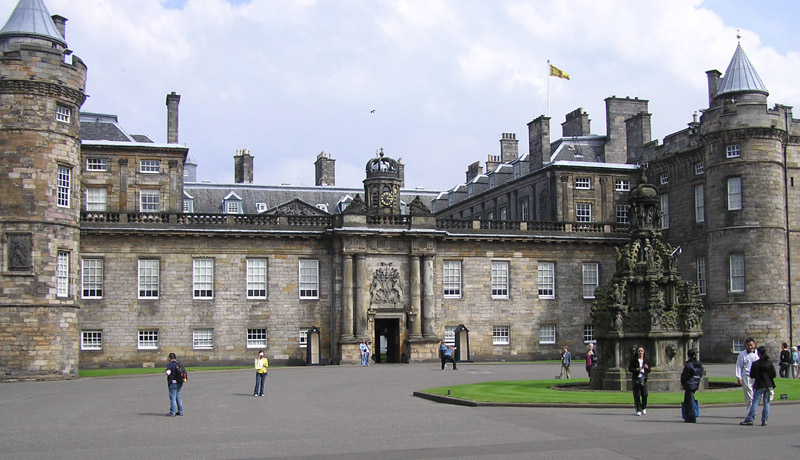
L'entrée principale d'Holyroodhouse, conçue par Bruce.
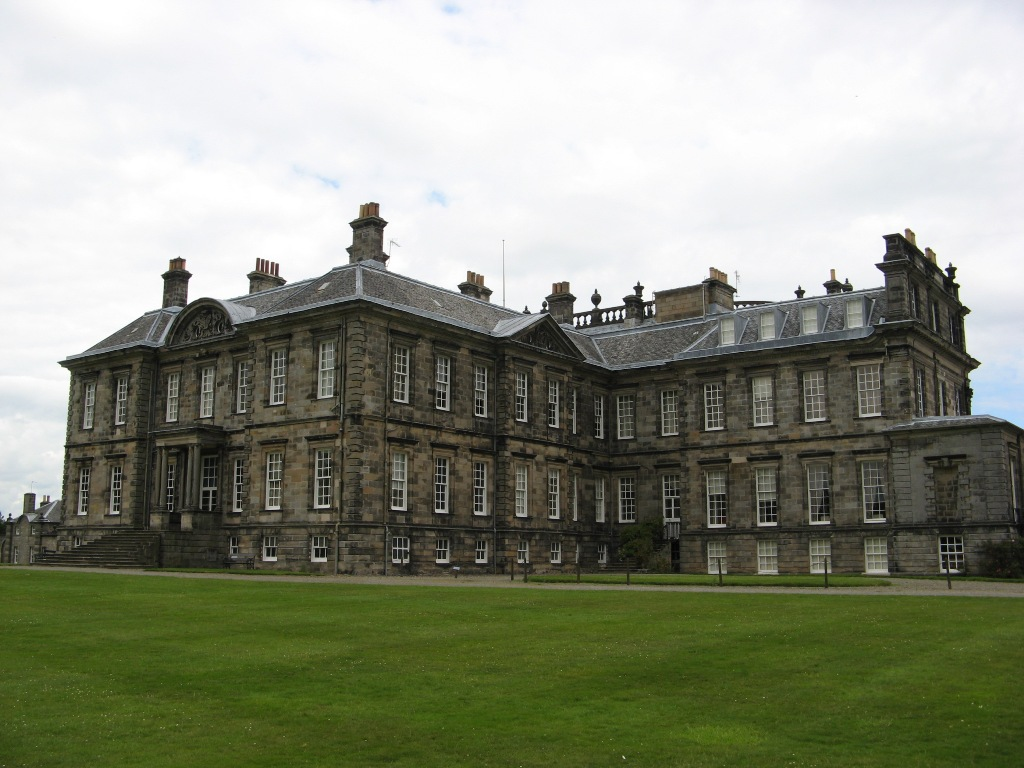
La façade occidentale d'Hopetoun, conçue par Bruce pour Charles Hope. La façade orientale fut agrandie et remodelée par William Adam.

## Source
- (en) Cet article est partiellement ou en totalité issu de l’article de Wikipédia en anglais intitulé « William Bruce (architect) » (voir la liste des auteurs).